# 이별의 길
"이별의 길"(A Way Of Farewell)은 한국에서 제작된 변장호 감독의 1972년 영화이다. 남진 등이 주연으로 출연하였고 황의식 등이 제작에 참여하였다.

## 출연

### 주연
- 남진
- 김창숙
- 최정민

### 조연
- 박암
- 김성옥
- 주증녀
- 사미자
- 최정훈
- 김용연
- 윤석홍
- 이선미
- 신혜숙
- 성소민
- 김기범
- 김애라
- 김경란
- 조학자
- 권대영
- 송영진
- 안시성
- 오일환
- 최영욱

## 기타
- 각색: 곽일로
- 제작부장: 윤석산
- 제작부장: 차길
- 촬영부: 이한묵
- 촬영부: 서영덕
- 촬영부: 오인관
- 조명: 이현우
- 조명부: 박삼조
- 조명부: 송문섭
- 스틸: 김규흥
- 조연출: 이기원
- 조연출: 홍상은
- 조연출: 방순덕
- 음향: 김경일
- 사운드: 이재웅
- 주제가: 남진
- 주제가: 하춘화
- 주제곡작사: 견우
- 현상: 한국천연색